# Denticollis linearis
Taupin géomètre
Espèce
Synonymes
- Campylus linearis (Linnaeus, 1758)[1]
- Elater linearis Linnaeus, 1758[1]

Denticollis linearis, communément appelé le Taupin géomètre, est une espèce d'insectes coléoptères de la famille des Elateridae.

## Liste des variétés
Selon BioLib (2 décembre 2020) :
- variété Denticollis linearis var. mesomelas (Linnaeus, 1758)
- variété Denticollis linearis var. subcantharoides Buysson, 1906
- variété Denticollis linearis var. variabilis DeGeer, 1774